# The Heart of Saturday Night
Pour les articles homonymes, voir Saturday Night.
Albums de Tom Waits
Closing Time
(1973) Nighthawks at the Diner
(1975)
The Heart of Saturday Night est le second album de l'auteur, compositeur et interprète Tom Waits, sorti en 1974 sur le label Asylum Records.

## Historique
En 2003, le Rolling Stones Magazine a mis The Heart of Saturday Night en 339e position sur la liste des 500 plus grands albums de tous les temps, ce qui fait pour Tom Waits son album le plus haut placé dans la liste. La pochette du disque est inspirée de celle de In the Wee Small Hours de Frank Sinatra. La chanson éponyme est un hommage aux fans et à l'univers de l'écrivain Jack Kerouac

## Titres
1. New Coat of Paint - 3:23
2. San Diego Serenade - 3:30
3. Semi Suite - 3:29
4. Shiver Me Timbers - 4:26
5. Diamonds on My Windshield - 3:12
6. (Looking for) The Heart of Saturday Night - 3:53
7. Fumblin' With the Blues - 3:02
8. Please Call Me, Baby - 4:25
9. Depot, Depot - 3:46
10. Drunk on the Moon - 5:06
11. The Ghosts of Saturday Night (After Hours at Napoleone's Pizza House) - 3:16

## Musiciens
- Mike Melvoin - Piano et arrangements[2]
- Pete Christlieb - Saxophone ténor
- Bill Goodwin - Batterie
- Jim Hughart - Basse
- Tom Waits - Chant, Piano,   Guitare